# Makedonske kvalifikacije za Kup maršala Tita 1947.
Rezultati kvalifikacija (preliminarnih natjecanja) na teritoriju NR Makedonije.
Natjecanje je vodio nogometni odbor FISOM-a.
Prema odluci FISAJ-a, trebalo se natjecati 32 momčadi. FISOM je donio odluku da se svim momčadima omogući sudjelovanje u kup natjecanju, a natjecanje se odvijalo u 2 faze: prednatjecanje i glavni dio po grupama.

## Prednatjecanje
| Domaći sastav         |   | Gostujući sastav      | Rezultat 24. kolovoza 1947. |                                                  |
| --------------------- | - | --------------------- | --------------------------- | ------------------------------------------------ |
| Jančica Kičevo        | – | Proleter Brod         | 3:0                         |                                                  |
| Maleš Berovo          | – | Vančo Kitanov Pehčevo | 3:1                         |                                                  |
| Proleter Valandovo    | – | Udarnik Pirava        | 3:5                         |                                                  |
| Rudar Zletovo         | – | Osogovo Kriva Palanka | n/o                         | nije odigrana, obje ekipe prebačene su u 1. kolo |
| Ovče Pole Sv. Nikola  | – | Plačkovica Radoviš    | 2:1                         |                                                  |
| Dame Gostivar         | – | Bratstvo Gostivar     | 2:4                         |                                                  |
| Rabotnički Lazarpolje | – | Bistra Galičnik       | 3:0 pff                     |                                                  |
| Plačkovica Vinica     | – | 1. Maj Carevo Selo    | 0:3 pff                     |                                                  |

## 1. kolo
| Domaći sastav              |          | Gostujući sastav         | Rezultat 5. listopada 1947. |                     |
| I. grupa                   | I. grupa | I. grupa                 |                             |                     |
| -------------------------- | -------- | ------------------------ | --------------------------- | ------------------- |
| Karaorman Struga           | –        | Ohridski Branovi         | 0:2                         |                     |
| Rabotnik Bitola            | –        | Prespa Resen             | 8:0                         |                     |
| Goce Delčev Prilep         | –        | FD Prilep                | 3:1                         |                     |
| Pitu Guli Kruševo          | –        | Jančica Kičevo           | 4:0                         |                     |
| II. grupa                  |          |                          |                             |                     |
| Edinstvo T. Veles          | –        | Napredok T. Veles        | 1:5                         |                     |
| Mančo Malimanov Negotino   | –        | Strašo Pindžur Kavadarci | 2:3                         |                     |
| Kožuf Đevđelija            | –        | Udarnik Pirava           | 2:0                         |                     |
| Ilinden Strumica           | –        | Jančica Kičevo           | 3:0 pff                     | Maleš nije nastupio |
| III. grupa                 |          |                          |                             |                     |
| Bratstvo Gostivar          | –        | Rabotnički Lazarpolje    | 7:0                         |                     |
| Šar Tetovo                 | –        | Metalec Skoplje          | 3:0                         |                     |
| 11. oktomvri Kumanovo      | –        | Osogovo Kriva Palanka    | 3:0 pff                     |                     |
| Industrijalec Đorče Petrov | –        | Dinamo Skoplje           | 3:6                         |                     |
| IV. grupa                  |          |                          |                             |                     |
| Sloga Skoplje              | –        | Garnizon JA Skoplje      | 0:4                         |                     |
| Vančo Prke Štip            | –        | Ovče Pole Sv. Nikola     | 3:0 pff                     | neredi na utakmici  |
| Makedonija Kočani          | –        | 1. Maj Carevo Selo       | 4:0                         |                     |
| Rudar Zletovo              | –        | Proleter Tetovo          | 0:5                         |                     |

## 2. kolo
| Domaći sastav       |          | Gostujući sastav         | Rezultat 15. listopada 1947. |                    |
| I. grupa            | I. grupa | I. grupa                 |                              |                    |
| ------------------- | -------- | ------------------------ | ---------------------------- | ------------------ |
| Rabotnik Bitola     | –        | Ohridski Branovi         | 2:2                          | utakmica prekinuta |
| Goce Delčev Prilep  | –        | Pitu Guli Kruševo        | 2:0                          |                    |
| II. grupa           |          |                          |                              |                    |
| Napredok T. Veles   | –        | Strašo Pindžur Kavadarci | 1:3                          | 12. 10. 1947.      |
| Kožuf Đevđelija     | –        | Ilinden Strumica         | 2:1                          | 11. 10. 1947.      |
| III. grupa          |          |                          |                              |                    |
| Šar Tetovo          | –        | Bratstvo Gostivar        | 1:3                          |                    |
| Dinamo Skoplje      | –        | 11. oktomvri Kumanovo    | 1:0                          |                    |
| IV. grupa           |          |                          |                              |                    |
| Garnizon JA Skoplje | –        | Proleter Tetovo          | 3:0 pff                      |                    |
| Makedonija Kočani   | –        | Vančo Prke Štip          | 6:0                          |                    |

## 3. kolo
| Domaći sastav            |   | Gostujući sastav  | Rezultat 19. listopada 1947. |              |
| ------------------------ | - | ----------------- | ---------------------------- | ------------ |
| Strašo Pindžur Kavadarci | – | Kožuf Đevđelija   | 5:2                          |              |
| Garnizon JA Skoplje      | – | Makedonija Kočani | 4:1                          |              |
| Dinamo Skoplje           | – | Bratstvo Gostivar | 11:0                         | 22. 10. 1947 |
| Goce Delčev Prilep       | – |                   | n/o                          |              |

## 4. kolo
| Domaći sastav      |   | Gostujući sastav         | Rezultat 25. listopada 1947. |                                                               |
| ------------------ | - | ------------------------ | ---------------------------- | ------------------------------------------------------------- |
| Dinamo Skoplje     | – | Garnizon JA Skoplje      | 1:2                          |                                                               |
| Goce Delčev Prilep | – | Strašo Pindžur Kavadarci | 4:3                          | nakon produžetaka, odigrano u Skoplju – poništeno nakon žalbe |
| Goce Delčev Prilep | – | Strašo Pindžur Kavadarci | 2:1                          | 27. 10. 1947., nova utakmica                                  |

Pobjednici utakmica finalnog dijela Goca Delčev iz Prilepa i momčad garnizona JA u Skoplju plasirali su se u završnicu Kupa.

## Unutrašnje poveznice
- Kup maršala Tita 1947.
- Makedonsko nogometno prvenstvo 1947./48.